# 邸浹
邸浃（1223年—1299年），元朝初年保定行唐（今河北行唐县）人，邸顺之子。
邸浃袭父职，1259年，跟随忽必烈渡长江，围攻南宋鄂州。元世祖中统三年（1262年），参与平定李璮之乱，回军镇守息州（今河南息县）。至元十一年（1274年），为金州招讨副使、万户。至元十五年（1278年），攻打赣州崖石寨、太平岩，镇压反元起事。历任管军万户、都元帅等，先后镇守庐州、龙兴、归德、吉安等地。至元二十三年（1286年），统领江西各万户，领兵七千戍守广东。大德三年（1299年）去世后，贈輔国上将軍、北庭元帥府都元帥、護軍，追封高阳郡公，谥襄敏。子邸荣仁，襲佩其虎符，為宣武将軍、归德万户，鎮广東惠州，感瘴疾，不任事。邸荣仁子邸貫襲位。邸貫卒，子邸士忠襲位。邸士忠卒，子邸文襲位。